# Frederik Dirks Gottlieb
Frederik Dirks Gottlieb er en dansk tv/radio/podcast-vært, filmproducer, forfatter og manuskriptforfatter. 
Sammen med kollegaen Kasper Lundberg har han blandt andet været vært på radioprogrammerne Den Sorte Boks på DR P3 og DR-podcasten Binge, hvor de hver uge taler om serier og streaming. Han har tidligere været vært på Stream Team på Radio 24syv og tv-vært på Serieland på TV 2. Han er også vært på DR2-programmet Phd Cup sammen med Peter Lund Madsen.
Han laver også podcasten "Serierådet" sammen med Anders Lund Madsen, Ane Cortzen og Kasper Lundberg. Podcasten skiftede i 2019 navn til "Stream team 2.0".
Siden 2020 har Frederik været vært og tilrettelægger på DR-podcasten "Flyvende Tallerken" sammen med Anja Cetti Andersen. De to har også lavet DR-podcasten "Generation Mars".
Den 28. januar 2023 udkom Frederik med sin første børnebog på forlaget Carslen. Bogen hedder "Kig op, der findes UFOer" og omhandler kendte UFO-sager, samt en historie om Frederiks egen far der også var UFO-interesseret.
I 2023 udkom Frederik sammen med Kasper Lundberg med DR-fiktionsserien "Guldfeber", der delvist byggede på oplevelser Frederik selv har haft. De to agerede hovedforfattere på serien som de idéudviklede sammen med Andrew Moyo.
I marts 2023 begyndte Frederik at lave radioprogrammet "Only in America" på Radio4 hvor han sammen med TV2's USA-analytiker Mirco Reimer-Elster hver uge gennemgår en toneangivende amerikansk kulturhistorie.
Frederik Dirks Gottlieb er uddannet cand.comm. i kommunikation og virksomhedsstudier og efterfølgende uddannet filmproducer fra den alternative filmskole Super16. Han har arbejdet adskillige år som film- og serie-producer ved både små og store selskaber.